# Бойова машина з важким озброєнням
Бойова машина з важким озброєнням (скор. БМВО; англ. heavy armament combat vehicle, HACV) — різновид бойових броньованих машин (ББМ), визначений Договором про звичайні збройні сили в Європі (ДЗЗСЄ).
За ДЗЗСЄ цей термін позначає гусеничну або колісну бойову броньовану машину з вбудованою або штатною гарматою калібру не менше 75 міліметрів для ведення вогню прямим наведенням, сухою вагою (вага неспорядженої техніки) не менше 6 метричних тонн. При цьому машина не має визначатись як бронетранспортер, бойова машина піхоти (за договором БТР і БМП призначені передусім для транспортування піхотного відділення) або бойовий танк (повністю обертова башта, маса не менше 16,5 т). У договорі безпосередньо названо такі моделі техніки як БМВО: AMX-10 RC, ERC-90, BMR-625-90, Commando V150, Scorpion, Saladin, JPK-90, M24, AMX-13, EBR-75, ПТ-76, СУ-76, СУ-100, ІСУ-152.
При тому колісна машина з масою понад 16,5 тонн з обертовою баштою, як Centauro, буде вважатись «бойовим танком». Модифікована AMX-10 RCR має більшу масу й теж відповідає цьому означенню.
Машини, що належать до БМВО, за іншими означеннями можуть належати до інших типів. Так, AMX-13 та ПТ-76 — легкі танки, СУ-76 та ІСУ-152 — штурмові САУ, а AMX-10 RC офіційно належить до бойових розвідувальних машин (БРМ). Крім того, колісні машини з важкими гарматами називають «колісними танками».